# Doris Hahn

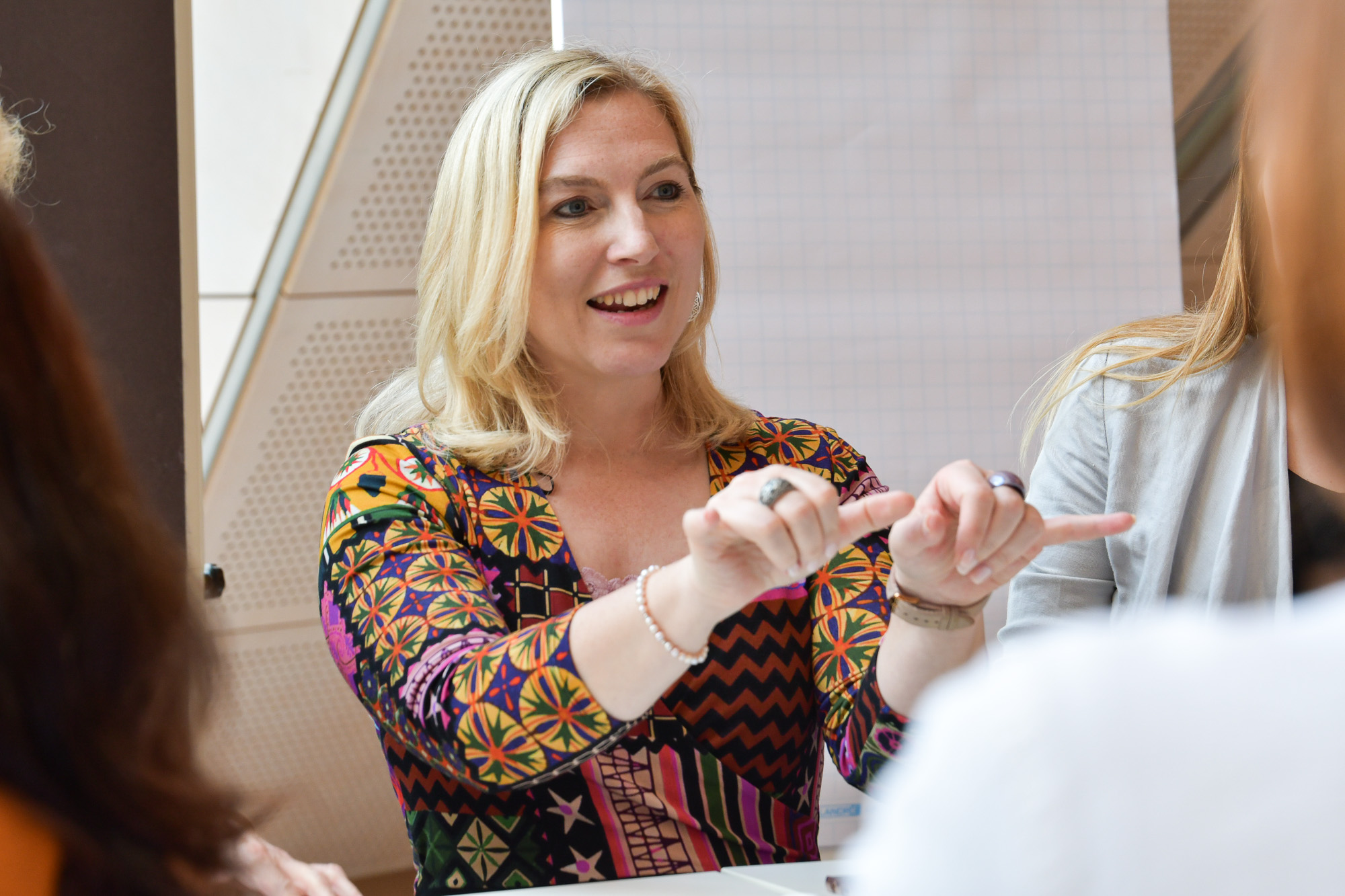
Doris Hahn (2019)

Doris Hahn (* 2. Februar 1981 in Klosterneuburg) ist eine österreichische Politikerin der SPÖ. Sie war ab 21. Mai 2015 Abgeordnete zum Niederösterreichischen Landtag, vom 22. März 2018 bis zum 26. März 2025 war sie vom Landtag von Niederösterreich entsandtes Mitglied des Bundesrates. Seit dem 27. März 2025 ist sie erneut Landtagsabgeordnete.

## Ausbildung und Beruf
Hahn besuchte von 1987 bis 1991 die Volksschule in Königstetten und von 1991 bis 1995 die Hauptschule in Tulln. Dann wechselte sie in das Bundesoberstufenrealgymnasium in Wien, wo sie 1999 die Matura ablegte. Ab 1999 absolvierte Hahn ein Studium für Mathematik, Musikerziehung und Informatik an der Pädagogischen Akademie in Wien, das sie 2002 erfolgreich abschloss.
Den Einstieg in den Beruf als Lehrerin machte Hahn 2002 in der Kooperativen Mittelschule Pöchlarnstraße in Wien-Brigittenau, wo sie bis 2010 tätig war. Weitere Stationen waren die Hauptschulen in Fischamend und Atzenbrugg-Heiligeneich.
Von 2008 bis 2009 absolvierte sie eine Ausbildung zur Praxislehrerin an der Kirchlichen Pädagogischen Hochschule in Wien.
2012 schloss Hahn ihr Masterstudiums an der Pädagogischen Hochschule Wien für European Management in Education mit dem Schwerpunkt Medienmanagement ab. Seit 2014 besucht sie den Masterlehrgang Educational Leadership an der Donau-Universität Krems.
Seit 2012 ist Hahn IT-Betreuerin der Pflichtschulen im Bezirk Tulln und Koordinatorin für „Schulqualität Allgemeinbildung“ (SQA) an der Bilingualen Mittelschule für neue Methoden und Medien in Zwentendorf an der Donau. Darüber hinaus nimmt sie Vortragstätigkeiten an der Pädagogischen Hochschule Niederösterreich im Bereich Game based learning und eLearning vor.

## Politische Laufbahn
Erste politische Erfahrungen sammelte Hahn ab 2006 in ihrer Heimatgemeinde Königstetten, wo sie als Gemeinderätin in den Gemeinderat kooptiert wurde. Von 2007 bis 2015 gehörte sie als Geschäftsführende Gemeinderätin dem Gemeindevorstand an. Nach der Gemeinderatswahl 2015 fungiert sie wieder als Gemeinderätin.
Darüber hinaus ist Hahn seit 2012 Ortsparteivorsitzende der SPÖ Königstetten, seit 2013 Bildungsgemeinderätin, seit 2014 Personalvertreterin der Pflichtschullehrer im Bezirk Tulln, seit 2014 stellvertretende Vorsitzende der SPÖ Bezirksorganisation Tulln und
seit 2014 stellvertretende Vorsitzende im Sozialdemokratischen Lehrerverein der Bezirksgruppe Tulln.
Am 21. Mai 2015 wurde Hahn als Abgeordnete zum Niederösterreichischen Landtag als Nachfolgerin von Günter Kraft angelobt.
Im Juni 2021 wurde Günther Novak zu ihrem Nachfolger als Vizepräsident des Bundesrates gewählt.
Nachdem im März 2025 das Landtagsmandat von Eva Prischl frei wurde, wechselte Hahn zurück in den Landtag. Ihr Bundesratsmandat ging an Amelie Muthsam.